# Manilahamp
Manilahamp eller manila er fibre, som udvindes af en plante i banan-slægten, Tekstil-Banan (Musa textilis). Fibrene er lange, lyse, smidige og stærke, næsten lige så stærke som hampefibre, og de er meget modstandsdygtige over for vand.
Tovværk af manilahamp behøver derfor ikke at behandles med tjære.
| Tøj | Spire Denne artikel om tøj, sko eller lignende er en spire som bør udbygges. Du er velkommen til at hjælpe Wikipedia ved at udvide den. |